# Fritz Brause

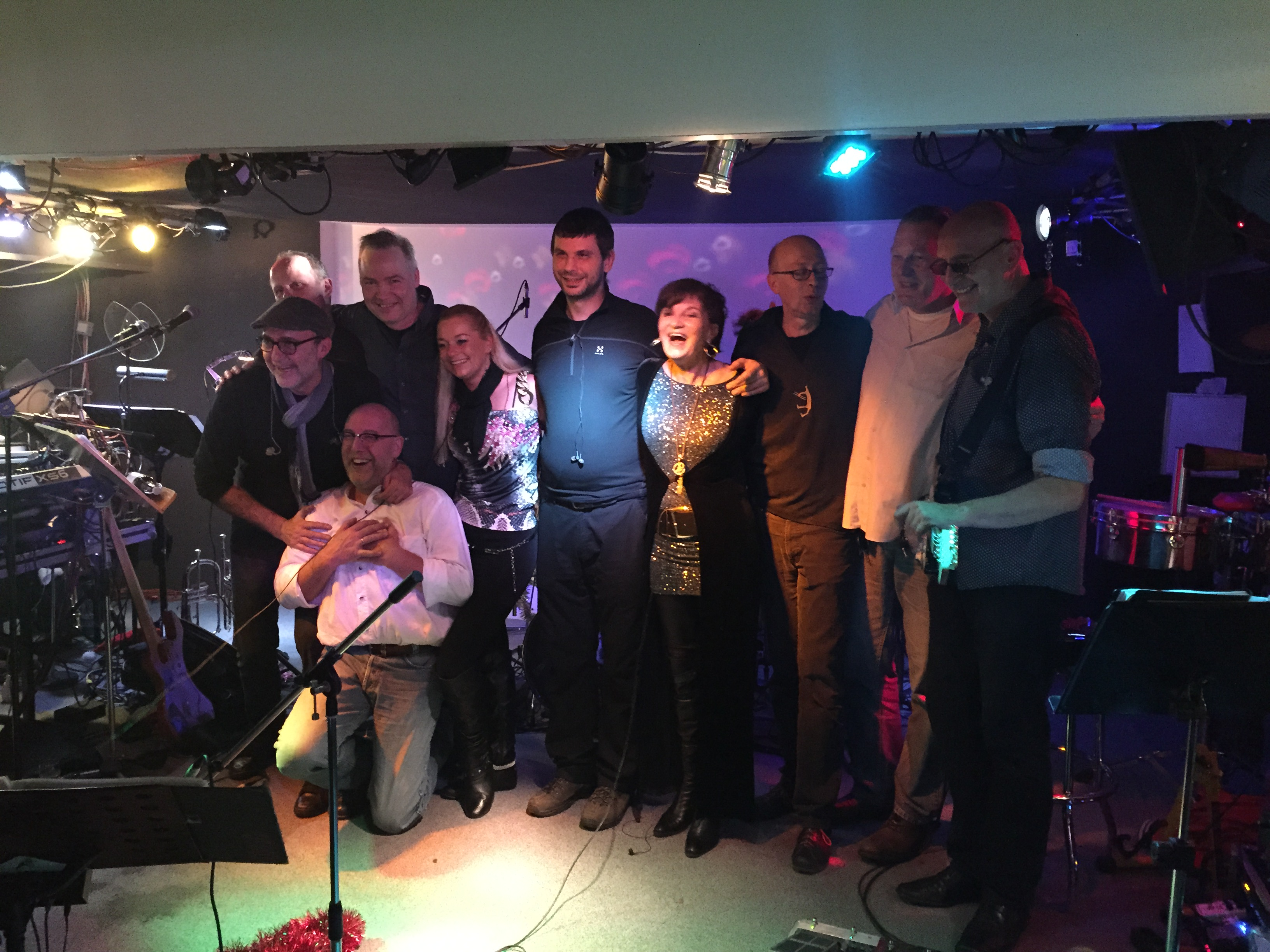
Fritz Brause, 2014

Fritz Brause ist eine deutsche Jazzpop-/Lounge-Bar-Jazz-Band aus dem Ruhrgebiet, die sich 1983 in Bochum formierte. Hatte die Band zunächst mit Instrumentalmusik auf sich aufmerksam gemacht, so wurde sie mit dem Beitritt der Sängerin Sabine Sabine (bürgerlich Sabine Speisekorn) 1984 um eine Gesangsstimme bereichert.

## Werdegang und Veröffentlichungen
Mit der LP Shilly Shally gelang es Fritz Brause 1985, den fünften Platz der deutschen Albumcharts zu erreichen; die gleichnamige Single gehörte zu den in diesem Jahr meistgespielten Songs im deutschen Radio. Im folgenden Jahr erschien das Album Bow-Tie and Rubberboots, das sich ebenfalls gut verkaufte, jedoch nicht an den kommerziellen Erfolg des Vorgängers anschließen konnte. 1987 verließ Sabine Sabine die Band, um sich ihrer Solokarriere zu widmen und unter anderem auch als Gesangslehrerin zu arbeiten.
Ihren Platz nahm Linda Fields ein, mit der das Album Don’t Go (1989 veröffentlicht) eingespielt wurde. Für den Tatort Blutspur mit Götz George als Duisburger Kommissar Schimanski lieferte Fritz Brause im selben Jahr den Soundtrack mit dem Song Only Lies. Dieser erschien 1990 auch auf dem Best-of-Album Ambiente. Zwischenzeitlich hatten sich die Künstler der Band – bis auf den Bassisten Dieter Exter – ihren Brotberufen zugewandt, ohne dass es jedoch zu einer Auflösung der Formation gekommen war. 1997 tat sich die Band in ihrer Urbesetzung mit Sabine Sabine als Sängerin wieder zusammen. Dieser erneuten Zusammenarbeit folgte 2001 das fünfte und bislang letzte Studioalbum Five.

## Besetzung
- Klaus Urban (Schlagzeug, † 2017)
- Dieter Exter (Bass, † 2014)
- Deff Cramer (Keyboards)
- Marcel Beckers (Gitarre)
- Sabine Sabine (Gesang)
- Brause-Horn-Section (Besetzung 2001):
  - Nappo Bernatzki (Saxophon),
  - Martin Sander (Posaune),
  - Hans-Peter Salentin (Trompete).

## Diskografie
- Shilly Shally – (1985) – Papagayo / EMI Electrola
- Bow-Tie and Rubber Boots (1986) – Papagayo / EMI Electrola
- Don’t Go (1989) – Papagayo / EMI Electrola
- Ambiente (1990) – Papagayo / EMI Electrola
- Five (2001) – Criscrazz/Sunny Moon Records

Singles
- Terrific / Half past Midnight (1984)
- Shilly Shally (10/1985)
- The Wunderbar (11/1986)